# Encholirium reflexum
Encholirium reflexum är en gräsväxtart som beskrevs av Rafaela Campostrini Forzza och Maria das Graças Lapa Wanderley. Encholirium reflexum ingår i släktet Encholirium och familjen Bromeliaceae. Inga underarter finns listade i Catalogue of Life.